# Pietro Farina
Pietro Farina (Maddaloni, 7 maggio 1942 – Pozzilli, 24 settembre 2013) è stato un vescovo cattolico italiano.

## Biografia
Nato a Maddaloni, studia nel seminario minore di Caserta, in quello regionale di Benevento e nel Pontificio Seminario Francese di Roma, arrivando infine alla Pontificia Università Gregoriana, dove consegue la licenza in Teologia e il baccellierato in Scienze Sociali.
Viene ordinato sacerdote per la diocesi di Caserta il 26 giugno 1966 ed entra a far parte dell'Istituto secolare dei Missionari della Regalità di Cristo.
Svolge il servizio di parroco della parrocchia "Santa Maria Assunta" di Mezzano di Caserta, assistente diocesano dell'Azione Cattolica, rettore del seminario minore, docente dell'Istituto di Scienze Religiose, e diviene infine vicario generale. In questi anni ricopre inoltre il ruolo di presidente dell'Associazione Nazionale San Paolo Italia (ANSPI) e assistente del Movimento Ecclesiale di Impegno Culturale (MEIC), oltre ad operare attivamente presso la Fondazione Villaggio dei Ragazzi di Maddaloni, fondata nel 1947 da don Salvatore D'Angelo.
Il 14 novembre 1985 è insignito del titolo di prelato d'onore di Sua Santità.

### Ministero episcopale
Il 16 febbraio 1999 viene elevato alla dignità episcopale, divenendo vescovo della diocesi campana di Alife-Caiazzo, succedendo in quella sede al defunto vescovo Nicola Comparone.
Riceve l'ordinazione episcopale il 17 aprile 1999 dal cardinale Lucas Moreira Neves, co-consacranti il cardinale Michele Giordano e il vescovo Raffaele Nogaro. Dopo qualche giorno, prende possesso della diocesi, nella cattedrale di Alife.
Il 25 aprile 2009 viene nominato vescovo di Caserta, succedendo a Raffaele Nogaro, dimissionario per raggiunti limiti di età. È stato un membro del Consiglio per gli Affari Economici e del Comitato per la promozione del sostegno economico alla Chiesa cattolica, due organismi della Conferenza Episcopale Italiana.
Dal 15 gennaio al 19 febbraio 2011 ricopre anche l'ufficio di amministratore apostolico di Aversa.
È fautore di un periodo di rinascita spirituale e culturale della diocesi di Caserta. Avvia importanti opere di recupero dei beni culturali appartamenti alla comunità ecclesiale, tra cui il campanile monumentale del Corpus Domini di Maddaloni, restaurato. Inoltre, dà avvio al museo diocesano di Caserta.
Il 31 agosto 2013 viene ricoverato nel reparto subintensivo di Medicina d'urgenza dell'ospedale "San Sabastiano e Sant'Anna" di Caserta per l'aggravarsi delle sue condizioni di salute. Il 5 settembre viene trasferito nell'ospedale neurologico di Pozzilli, in provincia di Isernia. Si spegne nella mattinata del 24 settembre 2013 all'età di 71 anni.

## Genealogia episcopale
La genealogia episcopale è:
- Cardinale Scipione Rebiba
- Cardinale Giulio Antonio Santori
- Cardinale Girolamo Bernerio O.P.
- Arcivescovo Galeazzo Sanvitale
- Cardinale Ludovico Ludovisi
- Cardinale Luigi Caetani
- Cardinale Ulderico Carpegna
- Cardinale Paluzzo Paluzzi Altieri Degli Albertoni
- Papa Benedetto XIII
- Papa Benedetto XIV
- Papa Clemente XIII
- Cardinale Bernardino Giraud
- Cardinale Alessandro Mattei
- Cardinale Pietro Francesco Galleffi
- Cardinale Giacomo Filippo Fransoni
- Cardinale Carlo Sacconi
- Cardinale Edward Henry Howard
- Cardinale Mariano Rampolla del Tindaro
- Cardinale Rafael Merry del Val
- Arcivescovo Duarte Leopoldo e Silva
- Arcivescovo Paulo de Tarso Campos
- Cardinale Agnelo Rossi
- Cardinale Lucas Moreira Neves, O.P.
- Vescovo Pietro Farina